# Чёрное (городской округ город Шахунья)
Чёрное — село в городском округе город Шахунья Нижегородской области. Население 403 (2010) человека

## Общая физико-географическая характеристика
Географическое положение
По автомобильным дорогам расстояние до областного центра города Нижнего Новгорода составляет 260 км, до административного центра города Шахунья — 30 км.
Часовой пояс
Чёрное, как и вся Нижегородская область, находится в часовой зоне МСК (московское время). Смещение применяемого времени относительно UTC составляет +3:00.

## История
До 1 ноября 2011 года входило в состав ныне упразднённого Лужайского сельсовета.

## Население
| 1999 | 2002 | 2010 |
| ---- | ---- | ---- |
| 547  | ↘517 | ↘403 |

Национальный состав
Согласно результатам переписи 2002 года, в национальной структуре населения русские составляли 96% из 517 человек.